# Aromiella fruhstorferi
Aromiella fruhstorferi é uma espécie de coleóptero da tribo Callichromatini (Cerambycinae), com distribuição no Vietnã.

## Sistemática
- Ordem Coleoptera
  - Subordem Polyphaga
    - Infraordem Cucujiformia
      - Superfamília Chrysomeloidea
        - Família Cerambycidae
          - Subfamília Cerambycinae
            - Tribo Callichromatini
              - Gênero Aromiella
                - A. fruhstorferi (Podaný, 1971)